# Kilian Fischhuber
Kilian Fischhuber (* 1. August 1983 in Waidhofen an der Ybbs) ist ein ehemaliger österreichischer Sportkletterer. Er ist Europameister (2013) und zweifacher Vizeweltmeister (2005, 2012) im Bouldern und als erster männlicher Kletterer fünffacher Sieger in der Boulder-Weltcupgesamtwertung (2005, 2007, 2008, 2009 und 2011).

## Werdegang
Kilian Fischhuber besuchte in Waidhofen die Volksschule und das Bundesrealgymnasium. Er studierte an der Universität Innsbruck zunächst Gesundheitssport und Lehramt für Sport und Englisch, konzentrierte sich dann aber auf das Sportstudium, das er 2014 mit einer Diplomarbeit über „Risikowahrnehmung im Klettern“ abschloss. Er ist der langjährige Lebensgefährte seiner Kletterkollegin Anna Stöhr.
Die ersten Kletterversuche fanden 1995 in der Sektion Waidhofner des Österreichischen Alpenvereins statt. Zwei Jahre lang war er Mitglied des österreichischen Jugendkletterteams. Seit 1999 ist er Mitglied des österreichischen Nationalteams.
Kilian Fischhuber klettert sowohl auf Fels (Schwierigkeitsgrad bis franz. 9a) als auch bei diversen Wettbewerben. Seine Spezialität ist das Bouldern, er erzielt aber auch im Vorstiegsklettern herausragende Resultate.
Im Mai 2011 wurde die TV-Dokumentation „Climbing Elements“ (52 min., Red Bull Media House/Red Bull ASP u. Querschuss Film), gefilmt in Südafrika und Tirol, über Fischhuber vorgestellt.
Ende 2014 gab Fischhuber bekannt, dass er sich aus dem Wettkampfsport zurückzieht und sich nur mehr dem privaten Felsklettern widmen möchte. Danach trainierte er z. B. die Sportkletterin Jessica Pilz (* 1996). Im Jänner 2025 wurde bekannt, dass er nach dem Sommer 2025 sein Amt als Nationaltrainer niederlegen wird, um künftig als Lehrer in einer Schule tätig zu sein.

## Sportliche Erfolge

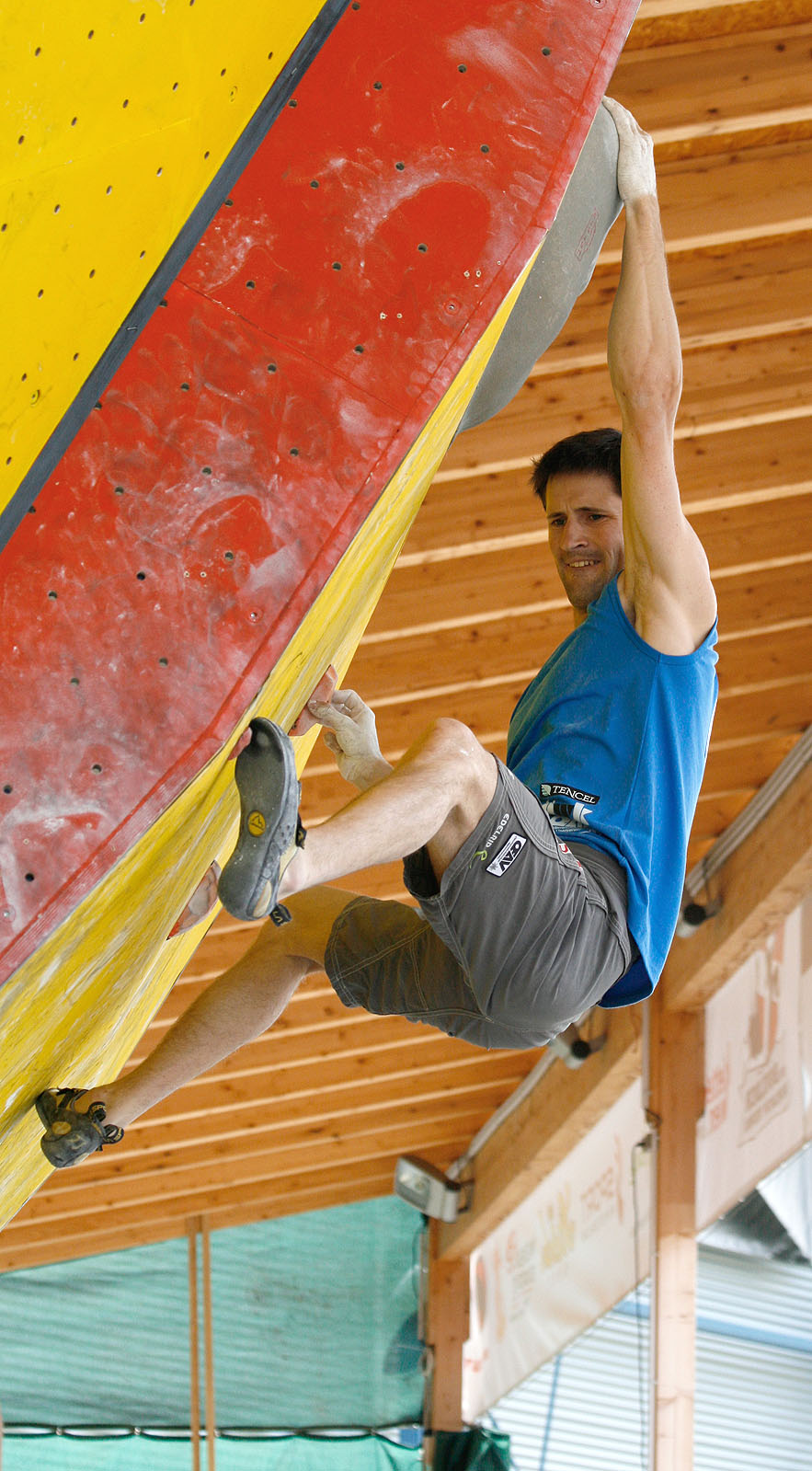
Kilian Fischhuber während des Boulderweltcups Wien 2010

### Wettkämpfe

#### National
- Boulder-Staatsmeister 2000, 2002, 2003, 2004, 2005, 2008, 2012, 2013, 2014, 2017
- Vorstiegs-Staatsmeister 2001, 2002, 2004, 2005
- Speed-Staatsmeister 2001

#### International
Boulder-Weltcup
- 2. Rang Boulder-Weltcupgesamtwertung 2004, 2006, 2010, 2012
- 1. Rang Boulder-Weltcupgesamtwertung 2005, 2007, 2008, 2009, 2011

Bouldermeisterschaften
- Vize-Weltmeister 2005 und 2012
- Vize-Europameister 2008
- Europameister 2013

Vorstiegsweltcup
- 9. Rang Imst 2002
- 12. Rang Imst 2003
- 4. Rang Imst 2004
- 10. Rang Shanghai 2004

Sonstige Bewerbe
- Rockmaster in Arco 2005, 2008 & 2009 (Sieger im Bouldern)

### Fels
Routen
- Rotpunktbegehung der Route Underground (9a) in Massone, Arco (2005)
- 9. Rotpunktbegehung der Route Action Directe (9a) im Frankenjura
- Rotpunktbegehung der Mehrseillängenroute Des Kaisers neue Kleider (8b+) am Fleischbankpfeiler im Wilden Kaiser, 2009
- Flash-Begehung der Route Tai Chi (8c) in Vorarlberg, 2012
- Wiederholung der Route Ganesh (8b+) in Indien, 2014

Boulder
- „Unendliche Geschichte“ (Fb. 8b+) im Magic Wood, Averstal
- „Memento“ (Fb. 8b+), Silvretta

## Auszeichnungen
- 2024: Sportler des Jahres: Auszeichnung als Trainerpersönlichkeit des Jahres[5]